# Poliestirè extrudit
El poliestirè extrudit, també conegut pel seu acrònim anglès  XPS, és una escuma rígida resultant de l'extrusió del poliestirè en presència d'un gas escumant, usada principalment com a aïllant tèrmic.
Els científics suecs Carl G. Munters (1897-1989) i J.G. Tandberg van inventar el i obtenir una patent el 1931. L'empresa estatunidenca Dow Chemical va comprar la patent i desenvolupar la producció industrial, primer en blocs que s'havien de tallar. Primer va ser utilitzat per fabricar flotadors per a equip militar. Vers la fi dels anys 1940 van desenvolupar el procediment d'extrusió per a la producció en línia contínua. A poc a poc es va descobrir la seva utilitat com aïllant tèrmic. Es comercialitza sota la marca Styrofoam, per tal popularitat que en el món anglosaxó es confon el nom de la marca amb el del mateix material (i fins i tot, incorrectament, amb el poliestirè expandit, un material diferent).

## Propietats
El poliestirè extrudit comparteix moltes característiques amb el poliestirè expandit, ja que la seva composició química és idèntica: aproximadament un 95% de poliestirè i un 5% de gas. La diferència rau únicament en el procés de conformació, però és una diferència crucial, ja que l'extrusió produeix una estructura de bombolles tancades, el que converteix el poliestirè extrudit en l'únic aïllant tèrmic capaç de mullar-se sense perdre les seves propietats.
El XPS té una conductivitat tèrmica típica entre 0,033 W/mK i 0,036 W/mK. encara que hi ha poliestirens amb valors de fins a 0,029 W/mK. El XPS presenta una baixa absorció d'aigua (inferior al 0,7% a immersió total) i unes prestacions mecàniques molt elevades (entre 200 kPa i 700 kPa). Té una densitat aparent entre 30 i 33 kg/m³. Un desavantatge és la seva inflamabilitat i s'ha d'afegir ignifugants durant el procés d'extrusió. Per l'ús en l'àmbit de l'edificació vigeix la revisió del 2013 de la norma europea EN13164.

## Usos
A causa de la seva elevada resistència mecànica i la seva tolerància a l'aigua, és un material que ha trobat multitud d'aplicacions en la construcció. S'usa profusament com aïllament de sòls, especialment en cambres frigorífiques, i també en panells de façana. Ha permès l'aparició d'una nova solució constructiva: la coberta invertida. En aquest tipus de coberta, l'aïllament tèrmic es col·loca damunt l'impermeabilitzant, una disposició que allarga la vida útil de la coberta, ja que l'impermeabilitzant no pateix les tensions de la intempèrie ni dels canvis bruscos de temperatura que amb el temps acaben per deteriorar-lo.
El poliestirè extrudit es comercialitza en plaques de gruixos d'uns pocs centímetres, que poden ser de cants llisos o bé encaixos a mitja fusta. No obstant això, per la seva lleugeresa, cal arrossegar per evitar que sigui succionat pel vent, de manera que les cobertes invertides més comuns col·loquen grava o diversos tipus de lloses com a rematada final. Per aquest motiu, també es poden trobar al mercat  lloses filtrants, fetes de poliestirè extrusionat adherides a una lloseta de formigó que compleix les funcions de llast, protecció i acabat.